# هیلدا ریکس نیکولاس
هیلدا ریکس نیکولاس (زاده ۱ سپتامبر ۱۸۸۴ و درگذشته ۳ اوت ۱۹۶۱ میلادی) نقاش و طراح استرالیایی بود. وی یکی از نخستین نقاشان استرالیا در سبک پسادریافتگری بود.